# لیو چانگچنگ (اسکی‌باز)
لیو چانگچنگ (انگلیسی: Liu Changcheng؛ زادهٔ ۱۰ آوریل ۱۹۶۱) اسکی‌باز اهل چین بود. وی در بازی‌های المپیک تابستانی ۱۹۸۴ شرکت کرده‌است. 